# OpenVRML
OpenVRML är en fri och öppen mjukvara som gör det möjligt att visa 3D-objekt i formatet VRML och X3D. Mjukvaran utvecklades till en början av Chris Morley. Utvecklingen leds sedan år 2000 av Braden McDaniel. OpenVRML kan användas tillsammans med annan mjukvara eller som plugin för webbläsare. OpenVRML finns till ett flertal versioner av Linux och Mac OS X.